# Српски ђаци у Француској
У периоду између 1915. и 1918. године у Француској се на школовању налазило између пет и шест хиљада српских ученика у преко 150 школа. 
Већ у мају 1916. године у Жосијеу формиран је Српски универзитетски батаљон, у коме је било 300 ученика гимназије и студената, од којих је 150 управо положило испит зрелости са одличним успехом.

## Српски ђаци у Ници и Болијеу
Током школовања српске младежи у Француској посебно место заузимале
су српске гимназије у Ници и Болијеу. По доласку у Француску распоређивани су по основним и средњим школама, а за оне старије од 18 година организовани су матурски течајеви у Ворепу, Виривилу, Лоргу, Мон Дофену, Жозјеу, Клармон Ферану.
После неколико одржаних матурских течајева сва српска омладина старија од осамнаест година била је окупљена у две гимназије – прво у Ници, а затим, када је број ђака порастао толико да су капацитети те гимназије постали недовољни, у Болијеу.
Интернат Српске гимназије био је смештен у неколико зграда, међу којима
је била и петоспратна Асторија, један од најлепших хотела у Ници. 

## Интелектуална елита Србије
Професори из Србије формирали су генерацију француских ђака, који су у послератном периоду били спремни да елементе западне културе унесу у стварање нове државе. Међу познатим фрацуским ђацима и студентима у Ници и Марсеју су Раде Драинац, Александар Вучо, Никола Вучо, Растко Петровић, Ване Бор, Марко Ристић, Душан Матић.
Навешћемо само само део професорске елите - министар просвете Љубомир Давидовић, професор др Ђорђе Станојевић, представник у Универзитетском одбору за српску омладину, председник Српске краљевске академије Јован Жујовић, шеф Просветног одељења у Паризу, нешто касније касније и академик Сава Урошевић; директор Српске гимназије у Болијеу био је др Светолик Стевановић, а управа над учитељском школом била је поверена др Алекси Станишићу; предавали су Јован Кангрга, Миладин Шеварлић, Риста Карљиковић, Владан Ђорђевић.